# 9751 Кадота
9751 Кадота (9751 Kadota) — астероїд головного поясу, відкритий 20 серпня 1990 року.
Тіссеранів параметр щодо Юпітера — 3,486.